# Không điểm của hàm số
Nghiệm số (còn gọi tắt là nghiệm) của một phương trình:
{\displaystyle f(x_{1},x_{2},...)=0\,}
là các giá trị của x1, x2,... mà ở đó giá trị của hàm số f bằng 0. Có những phương trình mà nghiệm số thực không tồn tại.
Việc tìm ra các nghiệm số của phương trình gọi là giải phương trình. Nghiệm số, nếu tồn tại, có thể tìm thấy bằng biến đổi toán học và biểu diễn bằng các hàm toán học cơ bản hoặc tìm thấy dưới dạng số bằng phương pháp số, ngay cả khi không thể biểu diễn bằng hàm toán học cơ bản.
Ngày nay máy tính có thể giúp tìm ra khá hiệu quả nghiệm số dưới dạng số bằng các phương pháp số tối ưu hoá cho máy tính hay dưới dạng biểu diễn toán học bằng biến đổi toán học tự động trên hệ thống đại số máy tính.
Số nghiệm của 1 đa thức (khác đa thức không) không vượt quá bậc của nó. Khi nghiệm của đa thức f(x) là a, ta có: f(a)=0 